# Laghi di Colbricon
I laghi di Colbricon sono due laghetti di origine glaciale che si trovano all'estremità nord-orientale della catena del Lagorai, all'interno del parco naturale Paneveggio - Pale di San Martino. Il più piccolo dei due laghi si trova a 1909 metri di quota, il più grande a 1922; sulle sponde di quest'ultimo sorge il rifugio laghi di Colbricon.  

## Descrizione

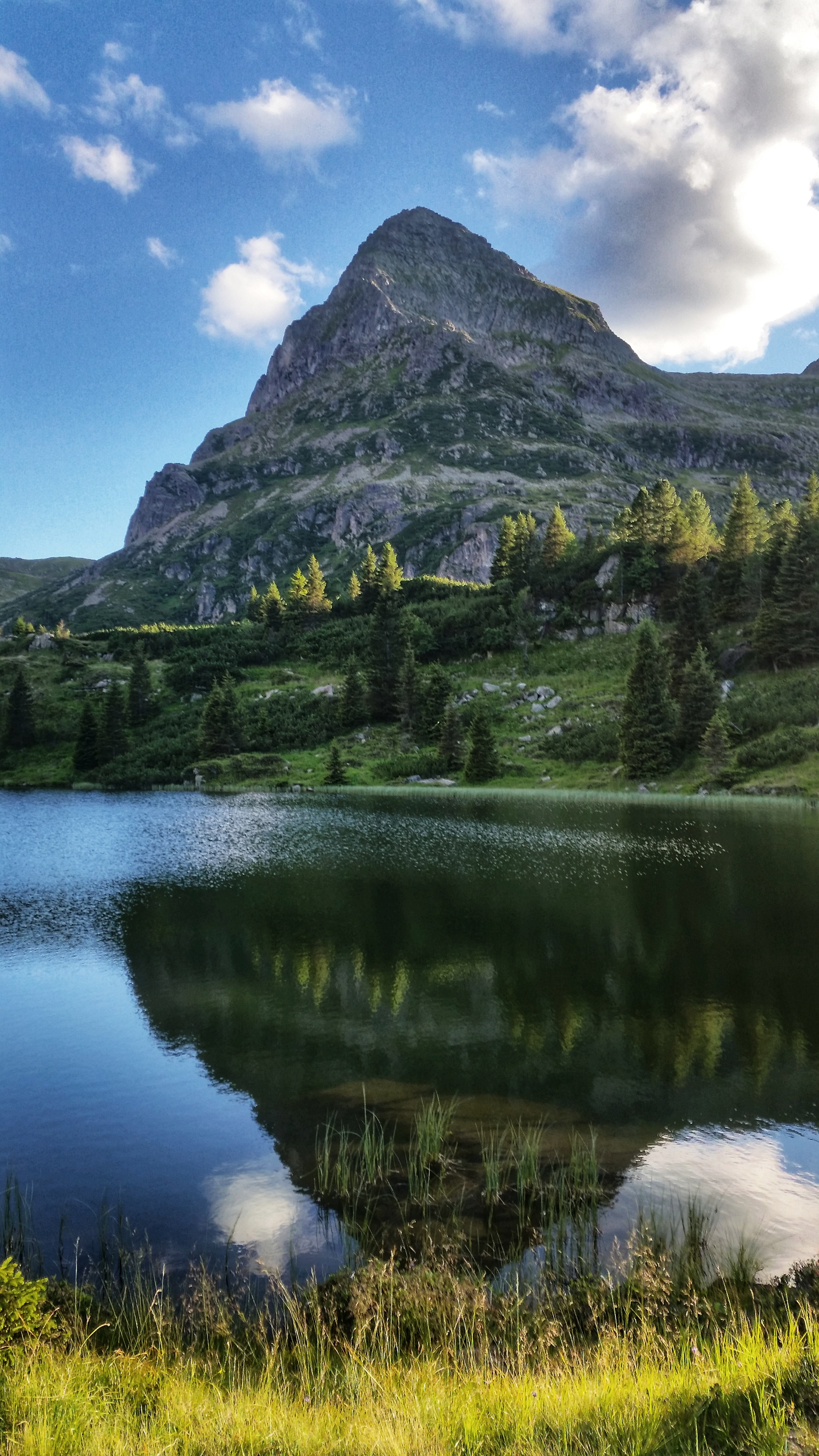
La maestosa piramide del Colbricon che si specchia sul lago inferiore.

I due laghi sono raggiungibili tramite una comoda passeggiata dal passo Rolle (segnavia Sat 348 da Malga Rolle, m 1980) oppure con un itinerario un po' più impegnativo da San Martino di Castrozza (segnavia Sat 348 da Malga Ces m 1670).  

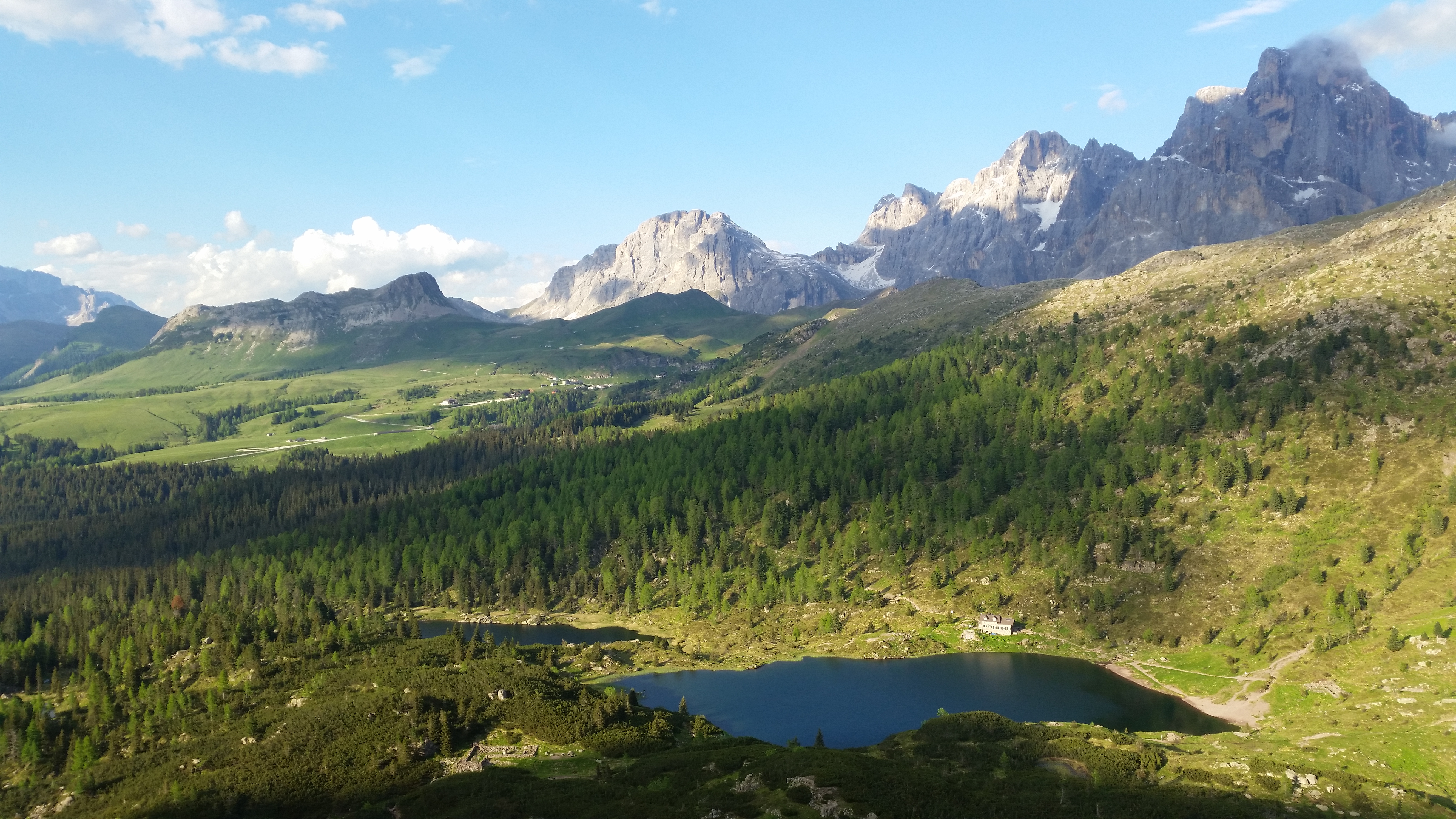
Vista dalle pendici del Colbricon.

Dalla conca dei laghetti (guardando verso sud) si erge la maestosa piramide del Colbricon (m 2602). Va ricordato che tutta quest'area fu teatro di aspri scontri durante la prima guerra mondiale, ed è disseminata di resti delle opere costruite durante il conflitto, in parte ormai assimilate dal paesaggio naturale; molte altre (soprattutto in quota) sono ancora ben visibili e in buone condizioni.  
I Laghetti di Colbricon costituiscono una zona interessante anche dal punto di vista archeologico della preistoria alpina. Sulle rive dei laghetti vennero trovati nel 1971 reperti risalenti al Mesolitico, che testimoniano un insediamento di cacciatori stanziatisi qui circa 10.000 anni fa, che lavoravano la selce per produrre oggetti vari per la caccia e l'uso quotidiano.